# Curral de Cima
Curral de Cima är en kommun i Brasilien.   Den ligger i delstaten Paraíba, i den östra delen av landet, 1 700 km nordost om huvudstaden Brasília. Antalet invånare är 5 214.
Omgivningarna runt Curral de Cima är en mosaik av jordbruksmark och naturlig växtlighet. Runt Curral de Cima är det ganska tätbefolkat, med 111 invånare per kvadratkilometer.